# گولیوکو
گولیوکو (به لاتین: Golejewko) یک روستا در لهستان است که در گمینا پاکوسواو واقع شده‌است.